# Football à 5 aux Jeux paralympiques d'été de 2016
Cet article traite de l'épreuve des Jeux paralympiques 2016 réservée aux déficients visuels et athlètes mal voyants. Pour la compétition réservée aux athlètes déficients cérébraux et assimilés, voir Football à 7 aux Jeux paralympiques d'été de 2016. Pour la compétition valide des Jeux olympiques 2016, voir Football aux Jeux olympiques d'été de 2016.
Navigation
Londres 2012 Tokyo 2020
Le tournoi de football à 5 aux Jeux paralympiques d'été de 2016 organisés à Rio de Janeiro (Brésil) se déroule au Centre olympique de tennis du 9 septembre 2016 au 17 septembre 2016. Ce sport est joué par des athlètes atteints d'une déficience visuelle, avec une balle possédant un ensemble de grelots à l'intérieur générant du bruit.
Le Brésil remet son titre en jeu alors que la France, vice-championne paralympique en 2012, n'est pas parvenue à se qualifier pour le tournoi.

## Qualifications
Les huit équipes se sont qualifiées comme suit :
| Compétition                     | Date                       | Lieu                  | Places | Qualifiés       |
| ------------------------------- | -------------------------- | --------------------- | ------ | --------------- |
| Pays organisateur               | 2 octobre 2009             | Copenhague, Danemark  | 1      | Brésil          |
| Championnat du Monde 2014       | 13 - 25 novembre 2014      | Tokyo, Japon          | 1      | Argentine       |
| Championnat d'Afrique 2015      | 16 - 25 octobre 2015       | Douala, Cameroun      | 1      | Maroc           |
| Championnat d'Asie-Océanie 2015 | 30 août - 8 septembre 2015 | Tokyo, Japon          | 2      | Iran Chine      |
| Championnat d'Europe 2015       | 22 - 29 août 2015          | Hereford, Royaume-Uni | 2      | Turquie Espagne |
| Jeux parapanaméricains de 2015  | 8 - 15 août 2015           | Toronto, Canada       | 1      | Mexique         |
| Total                           | Total                      | Total                 | 8      |                 |

## Résultats

### Phase de groupes

#### Groupe A
| Rang | Équipe  | Pts | J | G | N | P | Bp | Bc | Diff |
| ---- | ------- | --- | - | - | - | - | -- | -- | ---- |
| 1    | Brésil  | 7   | 3 | 2 | 1 | 0 | 5  | 1  | +4   |
| 2    | Iran    | 5   | 3 | 1 | 2 | 0 | 2  | 0  | +2   |
| 3    | Turquie | 2   | 3 | 0 | 2 | 1 | 1  | 3  | -2   |
| 4    | Maroc   | 1   | 3 | 0 | 1 | 2 | 2  | 6  | -4   |

| Match | Date         | Équipe 1 | Résultat | Équipe 2 |
| ----- | ------------ | -------- | -------- | -------- |
| 9h    | 9 septembre  | Brésil   | 3-1      | Maroc    |
| 16h   | 9 septembre  | Turquie  | 0-0      | Iran     |
| 9h    | 11 septembre | Maroc    | 0-2      | Iran     |
| 16h   | 11 septembre | Brésil   | 2-0      | Turquie  |
| 9h    | 13 septembre | Brésil   | 0-0      | Iran     |
| 16h   | 13 septembre | Maroc    | 1-1      | Turquie  |

#### Groupe B
| Rang | Équipe     | Pts | J | G | N | P | Bp | Bc | Diff |
| ---- | ---------- | --- | - | - | - | - | -- | -- | ---- |
| 1    | Argentine* | 7   | 3 | 2 | 1 | 0 | 3  | 0  | +3   |
| 2    | Chine*     | 7   | 3 | 2 | 1 | 0 | 3  | 0  | +3   |
| 3    | Espagne    | 3   | 3 | 1 | 0 | 2 | 1  | 2  | -1   |
| 4    | Mexique    | 0   | 3 | 0 | 0 | 3 | 0  | 5  | -5   |

| Match | Date         | Équipe 1  | Résultat | Équipe 2  |
| ----- | ------------ | --------- | -------- | --------- |
| 11h   | 9 septembre  | Espagne   | 0-1      | Chine     |
| 20h   | 9 septembre  | Argentine | 2-0      | Mexique   |
| 11h   | 11 septembre | Argentine | 1-0      | Espagne   |
| 20h   | 11 septembre | Chine     | 2-0      | Mexique   |
| 11h   | 13 septembre | Chine     | 0-0      | Argentine |
| 20h   | 13 septembre | Mexique   | 0-1      | Espagne   |

* La Chine et l'Argentine ont dû disputer une séance de tirs au but après leur match nul 0-0 lors de la troisième journée, afin de les départager pour la première place, alors que les deux équipes étaient à égalité parfaite au classement.

### Phase finale

#### Tableaux
|  | Demi-finales         | Demi-finales         | Demi-finales        | Demi-finales        |                    |        | Finale              | Finale              | Finale              | Finale              |
|  |                      |                      |                     |                     |                    |        |                     |                     |                     |                     |
|  | 15 septembre, 16h00  | 15 septembre, 16h00  | 15 septembre, 16h00 | 15 septembre, 16h00 |                    |        | 17 septembre, 17h00 | 17 septembre, 17h00 | 17 septembre, 17h00 | 17 septembre, 17h00 |
|  | A1                   | Brésil               | 2                   | 2                   |                    |        | 17 septembre, 17h00 | 17 septembre, 17h00 | 17 septembre, 17h00 | 17 septembre, 17h00 |
|  | A1                   | Brésil               | 2                   | 2                   |                    |        | 17 septembre, 17h00 | 17 septembre, 17h00 | 17 septembre, 17h00 | 17 septembre, 17h00 |
|  | B2                   | Chine                | 1                   | 1                   |                    |        | 17 septembre, 17h00 | 17 septembre, 17h00 | 17 septembre, 17h00 | 17 septembre, 17h00 |
|  | B2                   | Chine                | 1                   | 1                   | Brésil             | Brésil | 1                   | 1                   |                     |                     |
|  | 15 septembre, 20h00  |                      |                     |                     | Brésil             | Brésil | 1                   | 1                   |                     |                     |
|  |                      |                      | Iran                | Iran                | 0                  | 0      |                     |                     |                     |                     |
|  | B1                   | Argentine            | Iran                | Iran                | 0                  | 0      | 0 (1)               | 0 (1)               |                     |                     |
|  | B1                   | Argentine            |                     |                     |                    |        |                     | 0 (1)               |                     |                     |
|  | A2                   | Iran (t. a. b.)      | 0 (2)               | 0 (2)               |                    |        |                     |                     |                     |                     |
|  | A2                   | Iran (t. a. b.)      | 0 (2)               | 0 (2)               | Médaille de bronze |        |                     |                     |                     |                     |
|  |                      |                      |                     |                     |                    |        |                     |                     |                     |                     |
|  | 17 septembre, 14h00  |                      |                     |                     |                    |        |                     |                     |                     |                     |
|  | Chine                | Chine                | 0 (0)               | 0 (0)               |                    |        |                     |                     |                     |                     |
|  | Chine                | Chine                | 0 (0)               | 0 (0)               |                    |        |                     |                     |                     |                     |
|  | Argentine (t. a. b.) | Argentine (t. a. b.) | 0 (1)               | 0 (1)               |                    |        |                     |                     |                     |                     |
|  | Argentine (t. a. b.) | Argentine (t. a. b.) | 0 (1)               | 0 (1)               |                    |        |                     |                     |                     |                     |

|  | 5e place                |       |
|  |                         |       |
|  | 15 septembre, 11h00     |       |
|  |                         |       |
|  | [A3] Turquie (t. a. b.) | 0 (1) |
|  | [A3] Turquie (t. a. b.) | 0 (1) |
|  | [B3] Espagne            | 0 (0) |
|  | [B3] Espagne            | 0 (0) |

|  | 7e place           |   |
|  |                    |   |
|  | 15 septembre, 9h00 |   |
|  |                    |   |
|  | [A4] Maroc         | 0 |
|  | [A4] Maroc         | 0 |
|  | [B4] Mexique       | 2 |
|  | [B4] Mexique       | 2 |

#### Match pour la septième place
| 15 septembre 2016 | Maroc         | 0-2   | Mexique                               | Centre olympique de tennis, Rio de Janeiro |                   |
| 9h (UTC-3)        |               | (0-0) | 42e J. Lanzagorta · 49e R. De La Cruz | Spectateurs : 971                          | Spectateurs : 971 |
| 9h (UTC-3)        | [PDF] Rapport |       |                                       | Spectateurs : 971                          | Spectateurs : 971 |

#### Match pour la cinquième place
| 15 septembre 2016 | Turquie                       | 0-0             | Espagne                                | Centre olympique de tennis, Rio de Janeiro |                   |
| 11h (UTC-3)       |                               | (0-0)           |                                        | Spectateurs : 971                          | Spectateurs : 971 |
| 11h (UTC-3)       | [PDF] Rapport                 |                 |                                        | Spectateurs : 971                          | Spectateurs : 971 |
| 11h (UTC-3)       | A. Sumer · H. Satay · E. Ocal | Tirs au but 1-0 | Y. El Haddaoui · J. Munoz · C. Garrido | Spectateurs : 971                          | Spectateurs : 971 |

#### Demi-finales
| 15 septembre 2016 | Brésil          | 2-1   | Chine       | Centre olympique de tennis, Rio de Janeiro |                     |
| 16h (UTC-3)       | Jefinho 20e 30e | (1-1) | 14e Wang Y. | Spectateurs : 3 026                        | Spectateurs : 3 026 |
| 16h (UTC-3)       | [PDF] Rapport   |       |             | Spectateurs : 3 026                        | Spectateurs : 3 026 |

| 15 septembre 2016 | Argentine                         | 0-0             | Iran                             | Centre olympique de tennis, Rio de Janeiro |                     |
| 20h (UTC-3)       |                                   | (0-0)           |                                  | Spectateurs : 2 907                        | Spectateurs : 2 907 |
| 20h (UTC-3)       | [PDF] Rapport                     |                 |                                  | Spectateurs : 2 907                        | Spectateurs : 2 907 |
| 20h (UTC-3)       | M. Espinillo · S. Velo · N. Veliz | Tirs au but 1-2 | S. Rahimighasr · A. Shahhosseini | Spectateurs : 2 907                        | Spectateurs : 2 907 |

#### Match pour la médaille de bronze
| 17 septembre 2016 | Chine                     | 0-0             | Argentine              | Centre olympique de tennis, Rio de Janeiro |                     |
| 14h (UTC-3)       |                           | (0-0)           |                        | Spectateurs : 2 900                        | Spectateurs : 2 900 |
| 14h (UTC-3)       | [PDF] Rapport             |                 |                        | Spectateurs : 2 900                        | Spectateurs : 2 900 |
| 14h (UTC-3)       | Wei J. · Liu M. · Wang Y. | Tirs au but 0-1 | M. Espinillo · S. Velo | Spectateurs : 2 900                        | Spectateurs : 2 900 |

#### Finale
| 17 septembre 2016 | Brésil         | 1-0   | Iran | Centre olympique de tennis, Rio de Janeiro |                     |
| 17h (UTC-3)       | Ricardinho 12e | (1-0) |      | Spectateurs : 3 118                        | Spectateurs : 3 118 |
| 17h (UTC-3)       | [PDF] Rapport  |       |      | Spectateurs : 3 118                        | Spectateurs : 3 118 |

## Classement final
| Rang | Équipe    | J | V | N | D |
| ---- | --------- | - | - | - | - |
| 1    | Brésil    |   |   |   |   |
| 2    | Iran      |   |   |   |   |
| 3    | Argentine |   |   |   |   |
| 4    | Chine     |   |   |   |   |
| 5    | Turquie   |   |   |   |   |
| 6    | Espagne   |   |   |   |   |
| 7    | Mexique   |   |   |   |   |
| 8    | Maroc     |   |   |   |   |